# مطار مورسو
مطار موسورو هو مطار للاستخدام العام يقع على 1 كيلومتر (1 ميل) شرق-شمال شرق موسورو، في إقليم بحر الغزال في تشاد.

## روابط خارجية
- سجل مطار موسورو نسخة محفوظة 23 يونيو 2015 على موقع واي باك مشين. في Landings.com